# Pădurea de larice Coștiui
Pădurea de larice Coștiui este o arie protejată de interes național ce corespunde categoriei a IV-a (rezervație naturală de tip forestier), situată în nordul județului Maramureș, pe teritoriul administrativ al comunei Rona de Sus.

## Localizare
Aria naturală se află în exremitatea central-nordică a județului Maramureș, în partea sudică a satului Coștiui, în apropierea drumului național DN18 care leagă municipiul Baia Mare de orașul Sighetu Marmației.

## Descriere
Rezervația naturală a fost declarată arie protejată prin Legea Nr. 5 din 6 martie 2000 publicată în Monitorul Oficial al României Nr. 152 din 12 aprilie 2000 (privind aprobarea planului de amenajare a teritoriului național - Secțiunea a III-a -  arii protejate) și se întinde pe o suprafață de 0,70 hectare.
Aria naturală reprezintă o suprafață acoperită cu arborete de larice (Larix dacidua), cu vârste cuprinse între 125 și 150 de ani și înalți de până la 35 de m.

## Atracții turistice

Mănăstirea „Adormirea Maicii Domnului” din satul Rona de Sus

În vecinătatea rezervației naturale se află mai multe obiective de interes turistic (lăcașuri de cult, monumente istorice, arii protejate, zone naturale), astfel:
- Biserica romano-catolică „Sf. Ioan” din Coștiui construită între anii 1807-1812
- Mănăstirea Ortodoxă cu hramul „Adormirea Maicii Domnului” din satul  Rona de Sus
- Biserica „Calvaria” construită între anii 1841-1842
- Biserica greco-catolică din Coștiui, construcție 1775
- Capela „Sf. Ana”
- Capela „Fecioara Maria” construită în anul 1771
- Castelul Apaffi
- Monumentul lui „Sf. Ioan de Nepomuk” (patronul minelor) construită în anul 1742
- Rezervația naturală Pădurea Ronișoara (62 ha)